# Michel Renggli
Michel Renggli (* 19. März 1980 in Hergiswil NW) ist ein ehemaliger Schweizer Fussballspieler.

## Karriere

### Spieler
Er spielte als Junior bei Hergiswil, SC Kriens und FC Luzern. 1999 wechselte er wieder zum SC Kriens, wo er vier weitere Jahre verbrachte. In der Saison 2003/04 spielte er beim FC Wil und gewann den Schweizer Cup. Aufgrund der Relegation des FC Wil  wechselte er 2004 zum FC Thun, mit dem er Vizemeister wurde. Der Grasshopper Club Zürich verpflichtete den Mittelfeldspieler 2005. Im Jahre 2008 unterschrieb er einen Vierjahresvertrag beim FC Luzern. 2014 folgte sein Rückzug aus dem Profi-Fussball.

### Trainer
Nach seinem Rücktritt als aktiver Spieler wurde Renggli Talent Manager beim FC Luzern, diesen Auftrag hatte er bis 2019. 2018 übernahm er für eine halbe Saison als Trainer die U-21 des FC Luzern. Von 2019 bis 2021 war er Trainer für die U-18, bis er im Oktober 2021 für weniger als einen Monat der Training beim SC Kriens ad interim übernahm, als sein Amtsvorgänger Davide Morandi entlassen wurde und kehrte im November wieder zur U-18 des FC Luzern zurück. Für die Rückrunde 2022 wurde er als Trainer der U-21 des FC Basel verpflichtet. Seit Sommer 2022 ist er wieder Trainer der U-21 des FC Luzern. Zur Saison 2022/23 wurde seine Mannschaft Meister der dritthöchsten Promotion League. Ein Aufstieg war allerdings nicht möglich.
Zur Saison 2018/19 wurde er als Super League Experte für das Schweizer Fernsehen vorgestellt.

## Erfolge
- Schweizer Cup-Sieg 2004